# 나탈리아 나이드하트
나탈리아 네이드하트(Natalya Neidhart, 1982년 5월 27일 ~ )는 캐나다의 여자 프로레슬링선수다. 키는 165cm 몸무게는 61kg이다. 피니쉬로는 삼촌 브렛 하트하고 비슷한 샤프슈터를 사용하며 토네이도 네티 바이 네이쳐(디스쿠스 크로스라인), 저먼 수플렉스도 많이 사용을 하거나 2015년도에서도 싯아웃 파워밤으로 사용을 한다. 2000년 프로레슬링 입문했다. 그러나 2016년 머니 인 더 뱅크에서 2대2 디바 태그팀 경기에서 끝내 어이없게 패배한 후에 베키 린치를 구타하면서 다시 악역으로 전환했다. 그리고는 서바이벌 시리즈 때 여성 서바이벌 매치 때 니키 벨라가 등장하려는데 기습 공격으로 인해 현재 대립 중이였으나, 스맥다운에서의 폴스 카운트 애니웨어 매치에서 니키에게 승리하여 대립이 종결되었다. 알렉사 블리스에게 위민스 챔피언십에 도전하지 못했고 2017년 4월부터 현재 타미나, 카멜라, 엘스워스랑 같이 다녔다. 8월 20일 진행되었던 WWE 섬머슬램에서 나오미를 이기고 생애 첫 WWE 스맥다운 위민스 챔피언에 등극했고 11월 14일 진행되었던 WWE 스맥다운에서 샬럿 플레어에게 경기를 내주고 챔피언 벨트마저 잃어버린후 현재 선역이다.

## 수상
- 슈퍼걸스 챔피언 1회
- Stampede 위민스 퍼시픽 챔피언 2회
- WWE 디바스 챔피언 1회
- WWE 스맥다운 위민스 챔피언 1회
- WWE 위민스 태그팀 챔피언 1회 - 타미나

## 같이 보기
- 하트 가문
- 더 하트 다이너스티